# 2A busz (Jászberény)
A jászberényi 2A jelzésű autóbusz egy helyi iskolajárat, ami az Autóbusz-állomás és a Szent István körút megállóhely között közlekedik tanévek időszaka alatt. A viszonylatot a MÁV Személyszállítási Zrt. üzemelteti.

## Megállóhelyei
| 0 | Autóbusz-állomás végállomás   | 0 | 0.0 km | 1 1070, 1075, 1076, 1077, 1078, 1348, 1362, 1376, 1443, 1466, 1467, 1469, 1515 498, 499, 503, 523, 3443, 3667, 3669, 3671, 4601, 4602, 4650, 4651, 4653, 4654, 4655, 4659, 4660, 4662, 4663, 4681, 4685, 4686 |
| 1 | Kórház II.                    | 3 | 1.1 km | 1 1467, 1515 523, 4655, 4662, 4663 |
| 2 | Rét utca                      | 4 | 1.7 km | 1 |
| 3 | Szent István körút végállomás | 6 | 2.0 km | 1 |